# 圣西门主义

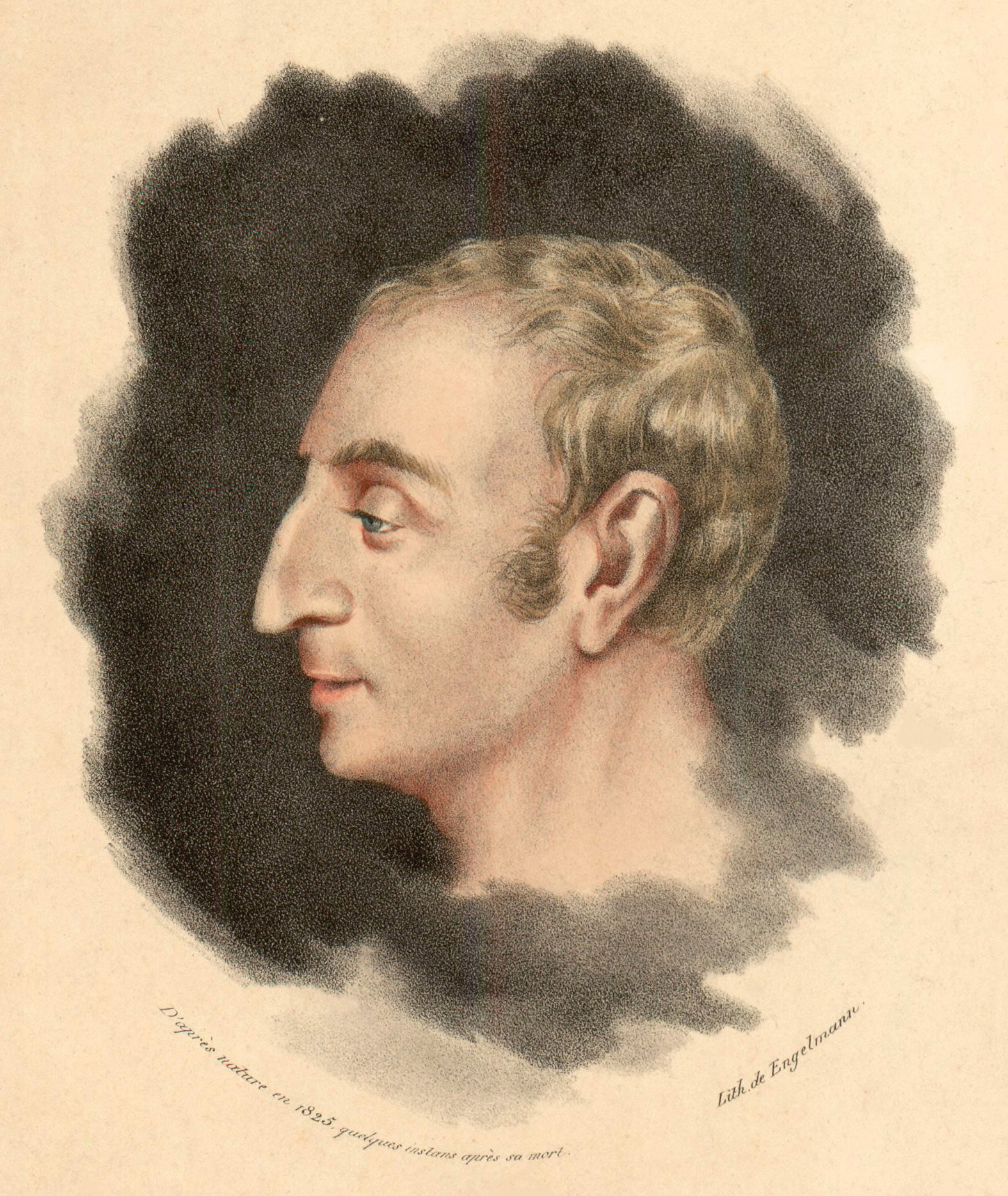
亨利·德·圣西门的肖像

圣西门主义是19世纪上半叶的法国政治、宗教、社会思想，以其创始人法国空想社会主义者亨利·德·圣西门命名。